# 國防部軍醫局
國防部軍醫局是中華民國國防部附屬機關及軍醫單位，掌理中華民國國軍醫務及衛生勤務事項，負責國軍軍醫政策、軍醫經管、軍醫行政、部隊衛生勤務、醫療保健、衛材補給（保修）、軍陣醫學研究發展與醫療作業基金等業務，以保障官兵健康、維護部隊戰力為目的。配合《國防法》及《國防部組織法》（國防二法）實施，軍醫局由參謀本部幕僚單位升格為國防部一級機關，下設五處一室，並將原隸屬參謀本部國軍醫院、國防部醫務組等軍事醫療機構及三軍衛材供應處等專業機構，均改隸為軍醫局附屬機構。
目前國軍現役軍人（義務役和志願役）、軍眷（限志願役眷屬）、榮民、榮眷、軍校生、軍醫院醫護人員及工作人員、國防部及下屬各單位約雇人員和替代役人員只要出示相關證件，去各家軍醫院及附設診療處看診都可以有優惠及免費的福利。軍醫院及附設診療處亦可讓一般民眾看診，亦可使用全民健保。
2019年（民國108年）5月1日起，行政院核定警察、消防、海巡及空勤人員常因勤務無法維持正常作息，與國軍維持國防戰備勤務類似，因此將比照國軍，到全台特定的63家軍醫院、退輔會、部立及指定醫院就醫，可免健保部分負擔，其中31家軍醫院及退輔會醫院更免收掛號費，且住院及健康檢查也享有優惠，預估可照顧12萬位警消海巡空勤人員。

## 歷史
- 1925年成立「國民革命軍總司令部軍醫處」，為國民革命軍（今中華民國國軍）最早的軍醫行政機構。
- 1927年，軍醫處改組為「軍政部陸軍署軍醫司」。
- 1932年，於國民政府軍事委員會下設「軍醫設計監理委員會」，為軍醫最高機關。
- 1935年4月1日，軍醫設計監理委員會與軍政部陸軍署軍醫司合併為「國民政府軍事委員會軍醫署」。
- 1938年1月17日，改為軍事委員會下的「軍政部軍醫署」。
- 1946年6月國防部成立，軍政部軍醫署、後勤總部衛生處整併為「聯合勤務總司令部軍醫署」。
- 1949年8月31日，聯合勤務總司令部裁撤，軍醫署業務由國防部第四廳接管。
- 1950年4月1日，聯合勤務總司令部在臺灣恢復編制，國防部軍醫署撥歸聯勤。
- 1962年8月，美軍顧問團建議復設軍醫專責單位，以掌握國軍衛勤政策及統合三軍軍醫作業。
- 1963年2月1日成立「國防部參謀本部軍醫局」，設衛勤設施、補給管理、專業勤務、管理分析等4組與行政室。
- 1966年3月1日，軍醫局再度被裁撤。
- 1970年9月，應立法院建議而再度恢復參謀本部軍醫局，設衛勤專業、衛材裝備2組與行政室。
- 1984年3月1日，改行政室為第1組，原第1、2組改為第2、3組。
- 1995年7月1日依國軍兵力整建及精進軍醫組織案，調整為6組1室；原隸屬三軍總部之四、五級醫院取消軍種番號，各總部軍醫署（處）督導醫院業務及員額移轉至軍醫局。
- 1998年7月1日，實施精實案，單位調整為4處1室（醫務管理處、醫務計畫處、醫療保健處、藥政管理處、主計室）；將參謀本部直屬25個軍醫單位整併為20個，以及將國軍醫院番號改地區命名。
- 2002年3月1日，施行《國防部軍醫局組織條例》，軍醫局改為直屬國防部的所屬機關並更名為「國防部軍醫局」，增設衛勤整備處，另將參謀本部管理的國軍醫院、國防部醫務組、三軍衛材供應處改為國防部軍醫局附屬機構。
- 2004年起開始實施精進案，陸續整併或裁撤國軍基隆、新竹、雲林斗六、臺南、屏東、臺東、澎湖、金門、馬祖及中清醫院。國軍高雄左營醫院、臺北松山醫院則提升為總醫院。
- 2006年，國防醫學院脫離國防大學，改隸屬軍醫局。
- 2014年12月8日，軍醫局遷至大直國防部博愛營區（臺北市中山區北安路409號）C棟5樓[4]。
- 2025年8月1日，國防醫學院改制升格為國防醫學大學。

## 歷任首長
國民革命軍總司令部軍醫處處長
| 任次 | 姓名   | 就職時間 | 卸任時間 | 軍階     |
| ---- | ------ | -------- | -------- | -------- |
| 1    | 金誦盤 | 1925年   |          | 陸軍少將 |
| 2    | 柯青   | 1926年   |          | 陸軍上校 |

軍政部陸軍署軍醫司司長
軍事委員會軍醫署署長
軍政部軍醫署署長
聯合勤務總司令部軍醫署署長
| 任次 | 姓名   | 就職時間  | 卸任時間 | 軍階     |
| ---- | ------ | --------- | -------- | -------- |
| 1    | 林可勝 | 1946年6月 |          | 陸軍中將 |

國防部參謀本部軍醫局局長
| 任次 | 姓名   | 就職時間      | 卸任時間      | 軍階     | 備註                       |
| ---- | ------ | ------------- | ------------- | -------- | -------------------------- |
| 1    | 楊文達 | 1963年2月1日  | 1966年2月1日  | 陸軍中將 | 1966年3月1日併入參謀本部   |
| 2    | 劉青彰 | 1970年9月26日 | 1974年12月1日 | 陸軍中將 | 1970年9月1日再度成立軍醫局 |
| 3    | 鄧述微 | 1974年12月1日 | 1979年3月1日  | 陸軍中將 |                            |
| 4    | 周咨度 | 1979年3月1日  | 1981年12月1日 | 海軍中將 |                            |
| 5    | 潘樹人 | 1981年12月1日 | 1983年7月1日  | 陸軍中將 |                            |
| 6    | 朱炳圻 | 1983年7月1日  | 1985年5月16日 | 陸軍中將 |                            |
| 7    | 潘樹人 | 1985年5月16日 | 1986年11月1日 | 陸軍中將 |                            |
| 8    | 尹在信 | 1986年11月1日 | 1989年3月1日  | 陸軍中將 |                            |
| 9    | 馬正平 | 1989年3月1日  | 1991年12月1日 | 陸軍中將 |                            |
| 10   | 建賢   | 1991年12月1日 | 1995年4月1日  | 空軍中將 |                            |
| 11   | 沈國樑 | 1995年4月1日  | 1996年6月30日 | 陸軍中將 |                            |
| 12   | 李賢鎧 | 1996年6月30日 | 2002年2月28日 | 陸軍中將 |                            |

國防部軍醫局局長
| 任次 | 姓名   | 就職時間      | 卸任時間       | 軍階     | 備註 |
| ---- | ------ | ------------- | -------------- | -------- | ---- |
| 1    | 李賢鎧 | 2002年3月1日  | 2002年8月31日  | 陸軍中將 | M59  |
| 2    | 張聖原 | 2002年9月1日  | 2004年12月1日  | 陸軍中將 | M66  |
| 3    | 陳宏一 | 2004年12月1日 | 2008年2月1日   | 陸軍中將 | M67  |
| 4    | 范保羅 | 2008年2月1日  | 2011年5月31日  | 陸軍中將 | M72  |
| 5    | 張德明 | 2011年6月1日  | 2014年1月29日  | 陸軍中將 | M74  |
| 6    | 吳怡昌 | 2014年1月29日 | 2018年1月29日  | 空軍中將 | M78  |
| 7    | 陳建同 | 2018年2月1日  | 2022年10月31日 | 陸軍中將 | M80  |
| 8    | 蔡建松 | 2022年11月1日 | 現任           | 陸軍中將 | M82  |

## 組織編制
- 局長（1人，簡任第十三職等或中將）
  - 副局長（1人，簡任第十二職等或少將）
  - 處長（4人，簡任第十一職等或少將、上校）（必要時得由師(一)級之醫事人員擔任）
  - 副處長（4人，簡任第十職等或上校）（必要時得由師(一)級之醫事人員擔任）
  - 專門委員（2人，薦任第九職等至簡任第十職等）
    - 科長（6人，薦任第九職等或上校）
    - 參謀（39人，上校、中校或少校、尉官、士官、士兵）（內6人得列上校）
    - 稽核（1人，薦任第八職等至第九職等）
    - 技正（1人，薦任第八職等至第九職等）
    - 編審（1人，薦任第七職等至第九職等）
    - 分析師（1人，薦任第七職等至第九職等）
    - 專員（2人，薦任第七職等至第八職等）
    - 助理程式設計師（2人，委任第五職等或薦任第六職等至第七職等）
    - 技士（2人，委任第五職等或薦任第六職等至第七職等）
    - 科員（4人，委任第五職等或薦任第六職等至第七職等）
      - 助理員（4人，委任第四職等至第五職等）（內2人得列薦任第六職等）
      - 書記（1人，委任第一職等至第三職等）

### 主計室
- 主任（1人，薦任第九職等或上校）
  - 參謀（4人，上校、中校或少校、尉官、士官、士兵）
  - 科員（1人，委任第五職等或薦任第六職等至第七職等）
    - 辦事員（1人，委任第三職等至第五職等）

### 幕僚單位
- 醫務管理處（上校）
- 醫務計畫處（上校）
- 藥政管理處（上校）
- 衛勤保健處（上校）
- 主計室（上校）

## 下屬單位
國防部軍醫局下属单位有：
| 單位 | 備註                                                                                        |
| --- | ------------------------------------------------------------------------------------------- |
| 國防醫學大學校長軍醫少將 |                                                                                             |
| 三軍總醫院院長軍醫少將： 原陸軍八○一總醫院，1967年改為現今名稱                                                                                  |                                                                                             |
| 臺北內湖院區 | 2000年，成為總院                                                                            |
| 汀洲院區 | 原國軍八○一總醫院總院，2000年總院遷至內湖                                                   |
| 基隆分院（基隆民眾診療服務處） | 原國軍基隆醫院，曾名海軍基隆基地醫院、國軍八一二醫院，西元2004年11月1日裁併                 |
| 國軍臺北門診中心 | 原聯勤國軍臺北門診中心                                                                      |
| 澎湖分院 | 原國軍澎湖醫院，曾名海軍澎湖基地醫院、國軍八一一醫院，2006年7月1日裁併                      |
| 松山分院院長軍醫少將 | 原國軍松山總醫院，曾名空軍總醫院、國軍八○七總醫院，2013年1月1日裁併                         |
| 北投分院院長軍醫上校 | 原國軍北投醫院，曾名三軍北投精神病院、國軍八一八醫院，2013年1月1日裁併                      |
| 國軍高雄總醫院院長軍醫少將：原國軍八○二總醫院，1998年改為現今名稱                                                                               |                                                                                             |
| 屏東分院（屏東民眾診療服務處） | 原國軍高雄總醫院屏東分院，曾名原國軍八一五醫院，1998年7月1日裁併                            |
| 國軍高雄門診中心 | 原聯勤國軍高雄門診中心，2005年6月裁併                                                       |
| 左營分院院長軍醫少將 | 原國軍左營總醫院，曾名海軍總醫院、國軍八○六總醫院，2013年1月1日裁併，2023年11月升格為總醫院 |
| 岡山分院院長軍醫上校 | 原國軍岡山醫院，曾名國軍八一四醫院岡山分院，2013年1月1日裁併                                |
| 國軍左營總醫院院長軍醫少將：原國軍左營總醫院，曾名海軍總醫院、國軍八○六總醫院，2013年1月1日裁併成國軍高雄總醫院左營分院，2023年11月升格為總醫院 |                                                                                             |
| 國軍臺中總醫院院長軍醫少將：原陸軍八○三總醫院，曾名陸軍第三總醫院                                                                               |                                                                                             |
| 中清分院 | 原國軍八一六醫院，1998年7月1日裁併                                                          |
| 國軍桃園總醫院院長軍醫少將：原國軍八○四總醫院，曾名陸軍總醫院                                                                                   |                                                                                             |
| 新竹分院 | 原國軍八一三醫院，曾名新竹空軍醫院                                                          |
| 國軍花蓮總醫院院長軍醫少將：原國軍八○五總醫院                                                                                                   |                                                                                             |
| 三軍衛材供應處 |                                                                                             |

已裁撤或改隸其他單位的醫院
| 單位                   | 備註 |
| ---------------------- | --- |
| 國軍臺南醫院           | 原國軍八一四醫院，2004年11月1日裁撤，改為行政院衛生署疾病管制局感染症防治中心，現在是衛生福利部疾病管制署南區管制中心。 |
| 國軍八一七醫院         | 1999年6月30日裁撤，改建成國立臺灣大學醫學院附設醫院公館院區，後來公館院區拆除,新建成國立臺灣大學醫學院附設醫院癌醫中心分院。 |
| 國軍金門醫院           | 原國軍八二○醫院，又名花崗石醫院，2005年7月1日裁撤改為行政院衛生署臺北醫院花崗石分院，2005年10月1日與金門縣立醫院及烈嶼分院合併改隸為行政院衛生署金門醫院花崗石院區。2007年1月1日，行政院衛生署金門醫院配合醫療整併，將花崗石院區門診洗腎移往院本部以及急重症大樓，花崗石醫院正式走入醫療歷史。現已由國軍移交金門縣政府，僅為行政辦公以及住宿用。 |
| 國軍馬祖醫院           | 原國軍八二一醫院，2005年7月1日裁撤 |
| 國軍花蓮總醫院臺東分院 | 原國軍八○五總醫院臺東分院，2004年11月1日裁撤 |

為了對非軍職人員提供醫療服務，國軍醫院會在組織編制中附設「民眾診療服務處」。